# Kowala (Mazovie)
Pour les articles homonymes, voir Kowala.
Kowala (prononciation : [kɔˈvala]) est un village polonais de la gmina de Kowala dans le powiat de Radom de la voïvodie de Mazovie dans le centre-est de la Pologne.
Le village est le siège administratif (chef-lieu) de la gmina appelée gmina de Kowala.
Il se situe à environ 11 kilomètres au sud-ouest de Radom (siège de le powiat) et à 100 kilomètres au sud de Varsovie (capitale de la Pologne).
Le village compte approximativement une population de 1 100 habitants en 2012.

## Histoire
De 1975 à 1998, le village appartenait administrativement à la voïvodie de Radom.